# فرهاد زیاری
فرهاد پسر مرداویج شاهزاده‌ای از دودمان زیاریان بود. پدرش، مرداویج زیاری این سلسله را ایجاد کرد و با فتوحات بسیاری که داشت، قلمرو بزرگی را دربرگرفت، اما از آن جا که در زمان قتل مرداویج، فرهاد در سنین طفولیت به سر می‌برد، سپاهیان و فرماندهان مرداویج با برادر او، وشمگیر، بیعت کردند.
از فرهاد اخبار موثقی در تاریخ وجود ندارد تا آن که در زمان سلطنت مسعود غزنوی، متحد دودمان آل کاکویه و باکالیجار کوهی شده و علیه سلطان سر به شورش نهاده‌است.در ابتدا علاوه بر قلمرو زیاری، اصفهان، همدان و ری در دست این گروه از متحدین بود. مسعود به مقابلهٔ با آنان شتافت ولی نتوانست علاءالدوله کاکویی و فرهاد بن مرداویج را در کوه‌های بروجرد (جنوب شرقی همدان) دستگیر کند. علاوه بر این، تلاش برای فتح مجدد همدان با نیروهای عمدتاً کُرد خراسان شکست خورد. اصفهان تا پیشروی دوم مسعود در سال ۱۰۳۴ میلادی (۴۲۵ قمری) در دست علاءالدوله کاکویی باقی ماند ولی در این سال سلطان مسعود بار دیگر با او جنگید و در این جنگ فرهاد زیاری کشته شد و علاءالدوله به سوی ایذه گریخت.
احتمال می‌رود مقبره فرهاد در شهر بروجرد لرستان باشد. یک قلعه به این نام در این شهر وجود دارد که به قلعه فرهاد زیاری معروف است. همچنین یک طایفه بزرگ به نام زیودار یا زیار در این شهر ساکن هستند که خود را از نسل زیار می‌دانند.